# Château de Terrebasse
Le château de Terrebasse est situé sur les communes de Ville-sous-Anjou, dans le département de l'Isère.

## Historique
Le monument fait l’objet d’une inscription au titre des monuments historiques depuis le 24 juin 1992.